# ОШ „Кнез Лазар” Доња Гуштерица
ОШ „Кнез Лазар” једна је од основних школа у општини Липљан на Косову и Метохији. Налази се у улици Доња Гуштерица бб, у Доњој Гуштерици.

## Историјат
Отворена је 1883. године. Поред матичне школе настава се одржава и у издвојеним одељењима у Добротину, Ливађу и Горњој Гуштерици. Располаже са дванаест учионица, библиотеком, медијатеком, информатичким кабинетом, салом за физичко и радионицом. У оквиру школе ученици могу да се прикључе ваннаставним активностима које су: драмска и новинарска секција за ученике од првог до четвртог разреда и литерарна, рецитаторска, драмска, музичка, ликовна, компјутерска секција, еколошка, секција „Млади Историчари” и „Млади Биолози” за ученике од петог до осмог разреда. Броји укупно двадесет и девет одељењa.